# 顏渾
顏渾（？—1645年），字伯通，號紫芝，安慶府懷寧縣人，明朝、南明政治人物。

## 生平
天啓七年（1627年），顏渾舉丁卯科應天鄉試，崇禎十三年（1640年）登進士，授吏部稽勳主事，調任文選司。他主持官員評核，故倣效范仲淹作《百官圖》，將官員晉升情況分作小冊，遇上官員請託，他就將冊本出示，令人慚愧退下。不久，遷員外郎。弘光帝繼位後，升郎中。弘光元年（1645年）南京陷落，他入宣城山中祈死，不久去世。